# سورتافالا
سورتافالا (بالروسية: Сортавала) هي إحدى مدن روسيا في الكيان الفدرالي الروسي جمهورية كاريليا.

## المناخ
يظهر الجدول التالي التغييرات المناخية على مدار السنة لسورتافالا:
| البيانات المناخية لـسورتافالا            | البيانات المناخية لـسورتافالا | البيانات المناخية لـسورتافالا | البيانات المناخية لـسورتافالا | البيانات المناخية لـسورتافالا | البيانات المناخية لـسورتافالا | البيانات المناخية لـسورتافالا | البيانات المناخية لـسورتافالا | البيانات المناخية لـسورتافالا | البيانات المناخية لـسورتافالا | البيانات المناخية لـسورتافالا | البيانات المناخية لـسورتافالا | البيانات المناخية لـسورتافالا | البيانات المناخية لـسورتافالا |
| الشهر                                    | يناير                         | فبراير                        | مارس                          | أبريل                         | مايو                          | يونيو                         | يوليو                         | أغسطس                         | سبتمبر                        | أكتوبر                        | نوفمبر                        | ديسمبر                        | المعدل السنوي                 |
| ---------------------------------------- | ----------------------------- | ----------------------------- | ----------------------------- | ----------------------------- | ----------------------------- | ----------------------------- | ----------------------------- | ----------------------------- | ----------------------------- | ----------------------------- | ----------------------------- | ----------------------------- | ----------------------------- |
| الدرجة القصوى °م (°ف)                    | 6.4 (43.5)                    | 8.8 (47.8)                    | 15.0 (59.0)                   | 22.0 (71.6)                   | 27.5 (81.5)                   | 32.0 (89.6)                   | 35.4 (95.7)                   | 29.9 (85.8)                   | 24.5 (76.1)                   | 18.4 (65.1)                   | 11.4 (52.5)                   | 9.4 (48.9)                    | 35.4 (95.7)                   |
| متوسط درجة الحرارة الكبرى °م (°ف)        | −5.3 (22.5)                   | −4.6 (23.7)                   | 0.6 (33.1)                    | 7.0 (44.6)                    | 14.2 (57.6)                   | 18.8 (65.8)                   | 21.9 (71.4)                   | 19.6 (67.3)                   | 13.9 (57.0)                   | 7.2 (45.0)                    | 1.1 (34.0)                    | −2.4 (27.7)                   | 7.7 (45.9)                    |
| المتوسط اليومي °م (°ف)                   | −8.4 (16.9)                   | −8.1 (17.4)                   | −3.4 (25.9)                   | 2.6 (36.7)                    | 9.0 (48.2)                    | 13.9 (57.0)                   | 17.2 (63.0)                   | 15.3 (59.5)                   | 10.2 (50.4)                   | 4.6 (40.3)                    | −1.1 (30.0)                   | −5.3 (22.5)                   | 3.9 (39.0)                    |
| متوسط درجة الحرارة الصغرى °م (°ف)        | −11.5 (11.3)                  | −11.6 (11.1)                  | −7.4 (18.7)                   | −1.7 (28.9)                   | 3.7 (38.7)                    | 9.0 (48.2)                    | 12.5 (54.5)                   | 10.9 (51.6)                   | 6.5 (43.7)                    | 2.0 (35.6)                    | −3.3 (26.1)                   | −8.1 (17.4)                   | 0.1 (32.2)                    |
| أدنى درجة حرارة °م (°ف)                  | −42.8 (−45.0)                 | −36.0 (−32.8)                 | −28.3 (−18.9)                 | −18.6 (−1.5)                  | −6.6 (20.1)                   | −0.8 (30.6)                   | 3.5 (38.3)                    | 0.8 (33.4)                    | −5.8 (21.6)                   | −12.3 (9.9)                   | −24.8 (−12.6)                 | −33.2 (−27.8)                 | −42.8 (−45.0)                 |
| الهطول مم (إنش)                          | 47.2 (1.86)                   | 35.9 (1.41)                   | 34.6 (1.36)                   | 31.7 (1.25)                   | 42.9 (1.69)                   | 61.8 (2.43)                   | 58.0 (2.28)                   | 84.8 (3.34)                   | 63.5 (2.50)                   | 68.9 (2.71)                   | 65.9 (2.59)                   | 62.4 (2.46)                   | 657.6 (25.89)                 |
| المصدر: Weather and climate in Sortavala |                               |                               |                               |                               |                               |                               |                               |                               |                               |                               |                               |                               |                               |